# كريستوفر كوكيريل
كريستوفر كوكيريل (بالإنجليزية: Christopher Cockerell)‏ (مواليد 4 يونيو 1910 – 1 يونيو 1999) كان مهندسا إنجليزيا، وهو مخترع الحوامة. وُلد كوكريل في كامبريدج، حيث كان والده، السير سيدني كوكريل، أمينًا لمتحف فيتزويليام، وكان سابقًا سكرتيرًا لوليام موريس. كانت والدته هي الرسامة والمصممة فلورنس كينجسفورد كوكريل. التحق كريستوفر بمدرسة سانت فيث الإعدادية. تلقى كريستوفر تعليمه في مدرسة جريشام، هولت ، نورفولك. حصل على شهادة الثانوية العامة في بيترهاوس، كامبريدج لقراءة الهندسة الميكانيكية وتلقى تعليمه من قبل ويليام دوبسون وومرسلي. وعاد لاحقًا إلى كامبريدج لدراسة الإذاعة والإلكترونيات.

## روابط خارجية
- كريستوفر كوكيريل على موقع الموسوعة البريطانية (الإنجليزية)
- كريستوفر كوكيريل على موقع مونزينجر (الألمانية)
- كريستوفر كوكيريل على موقع إن إن دي بي (الإنجليزية)